# Typhlodromus cervix
Typhlodromus cervix är en spindeldjursart som beskrevs av Wu och Li 1984. Typhlodromus cervix ingår i släktet Typhlodromus och familjen Phytoseiidae. Inga underarter finns listade i Catalogue of Life.